# Pituffik
Pituffik (ant. Dundas) fue una aldea de caza Inuit groenlandesa hasta que los Estados Unidos fueran autorizados para construir una Base aérea llamada Thule en 1951. Para 1953, todos los residentes de Pituffik y la cercana aldea Dundas habían sido forzados a moverse 130 km al norte al nuevo pueblo de Qaanaaq, comúnmente conocido a la vez como el "Nuevo Thule". La Base aérea de Thule es también un área no perteneciente a ningún municipio. La población era de 235 para enero de 2005. 